# Single Wives
Single Wives és una pel·lícula muda dirigida per George Archainbaud i protagonitzada per Corinne Griffith, Milton Sills i Kathlyn Williams. Produïda conjuntament per la First National i la Corinne Griffith Productions es va estrenar el 27 de juliol de 1924.

## Argument
En el seu primer aniversari de noces, Betty Jordan percep la indiferència del seu marit per lo que comença a flirtejar amb un vell admirador, Martin Prayle. Al final decideix divorciar-se del seu marit, però quan ell queda greument ferit s’acaben reconciliant.

## Repartiment
- Corinne Griffith (Betty Jordan)
- Milton Sills (Perry Jordan)
- Kathlyn Williams (Dorothy Van Clark)
- Phyllis Haver (Marion Eldridge)
- Phillips Smalley (Tom Van Clark)
- Jere Austin (Dr. Walter Lane)
- Lou Tellegen (Martin Prayle)
- Henry B. Walthall (Franklin Dexter)
- John Patrick (Billy Eldridge)